# Hombre de Negro (Lost)
El sereno (Man in Black en inglés) es un personaje de ficción de la serie de televisión Lost.
Primero aparece como una nube de humo negro (de hecho, en las primeras temporadas se le conoce como el "monstruo de humo") hasta el último capítulo de la quinta temporada, en el que aparece como un hombre de entre cuarenta y cincuenta años, fue visto por primera vez en la temporada 1 episodio 4 (Viaje espiritual). Posteriormente se desvelará que esta era su apariencia original. En buena parte de la quinta temporada y en la sexta temporada aparece principalmente con la forma de John Locke.
Según Jacob, el principal objetivo del hombre de negro, escaparse de la isla, sería la causa de la propagación del mal. Otros personajes, entre ellos Charles Widmore, también han dejado entender que su marcha de la isla tendría consecuencias catastróficas y que, incluso, podría provocar la destrucción del mundo tal y como se conoce. La verdadera naturaleza del hombre de negro siempre ha estado rodeada de misterio. De hecho, fue descrito por Damon Lindelof como uno de los secretos más grandes de la mitología de la serie y los productores han dejado entender varias veces que la nube de humo negro no es un monstruo en el sentido tradicional.

## Biografía

### Infancia y transformación
El Sereno es el hermano mellizo de Jacob. Su madre, Claudia, naufragó en la isla hace unos 2000 años y se encontró con una mujer que la ayudó a dar a luz. Después de haber dado a luz a su primer hijo, Claudia decidió llamarlo Jacob, tal y como había previsto pero cuando nació su segundo hijo se dio cuenta de que sólo había decidido un nombre. La mujer misteriosa asesinó a Claudia y se hizo cargo de los dos niños.
Trece años más tarde, la madre adoptiva de los gemelos les dijo que no podían fiarse de la humanidad, que era corrupta y peligrosa. También destaca que sus dos hijos tienen personalidades muy distintas, diciendo por ejemplo que Jacob no sabe mentir contrariamente a su hermano. Les asegura que no quiere a uno más que a otro, sino que los quiere de una forma diferente. Un día, el hombre de negro le enseñó a Jacob un juego que había encontrado que se parecía al Senet pero utilizaba piedras blancas y negras para representar a dos jugadores adversos. Cuando los dos gemelos encontraron a otros habitantes en la isla ( los que naufragaron con Claudia), decidieron decírselo a su madre adoptiva que los llevó al instante a una cueva llena de una luz intensa en su interior en la que se adentraba un arroyo. Les explicó que era el corazón de la isla y que un día tendrían que proteger dicho lugar. También les explicó que ella ha hecho que Jacob y su hermano nunca pudieran hacerse daño mutuamente. Poco después, el espíritu de Claudia se le apareció al hermano de Jacob y le explicó que ella era su verdadera madre, le desveló la existencia del mundo exterior y le explicó quiénes eran las otras personas de la isla. Después de una fuerte discusión con su madre adoptiva, se unió a los náufragos.
Jacob visita a su hermano durante los siguientes treinta años, período durante el cual, el Sereno comienza a creer que su madre adoptiva tenía razón respecto a la naturaleza corrupta y egoísta de los hombres aunque también afirma que ella está loca. Pese a esto, él permanece en la aldea porque afirma que gracias a ellos ha encontrado una manera de abandonar la isla, aprovechando las cualidades electromagnéticas de ésta. Cuando su madre adoptiva aprendió esto, visitó al Sereno en el sitio en el que él decidió instalar una rueda que le permitiría manipular la energía suficiente como para teletransportarse fuera de la isla. Ella golpeó a su hijo, enterró el pozo en el que su hijo construía el mecanismo y, de una manera inexplicable, exterminó a todos los habitantes del poblado en el que vivía el hombre de negro. Furioso, el hombre de negro la asesinó con un cuchillo. Jacob, para vengarse, empujó a su hermano al corazón de la isla. Entonces, la consciencia del hombre de negro tomó la forma de una inmensa nube de humo negro. Jacob, visiblemente arrepentido, colocó los cuerpos de su madre adoptiva y de su hermano en la cueva en la que vivía, dejando junto al cuerpo de su hermano las piedras blancas y negras que utilizaban para jugar siendo niños. Los cuerpos y las piedras fueron encontrados 2000 años más tarde por Jack Shephard y Kate Austen. John Locke llamaría a los cuerpos "Adán" y "Eva".

### Llegada de laRoca Negra
En 1867, cuando la "Roca Negra" se acerca a la isla, el sereno le dice a Jacob que los hombres sólo aportan destrucción y corrupción y que el hecho de traerlos no presenta ningún tipo de utilidad. También le dice a Jacob que un día encontrará un resquicio en las reglas que le permitirá asesinarlo.
Después de la llegada de la "Roca Negra", el sereno aparece bajo su forma de monstruo de humo y extermina a todos los miembros de la tripulación excepto a Richard Alpert. Vuelve más tarde con la apariencia de Isabella, la difunta mujer de Richard, y le hace creer que ha sido capturada por el monstruo. Cuando vuelve junto a Richard con su verdadero cuerpo, lo libera de sus cadenas y le explica que está en el infierno y que el diablo tiene a su mujer. Le explica que para recuperar a su mujer tendrá que asesinar al diablo, Jacob, que vive bajo la estatua de Tueris. Sin embargo, cuando Richard intenta matar a Jacob, este consigue convencerlo de que no está muerto y le propone unirse a él. El sereno considera que los hombres pueden corromperse muy fácilmente mientras que su hermano cree que los hombres son buenos. Jacob trae gente a la isla para demostrarle al hombre de negro que se equivoca. Después de que Jacob hubiera proporcionado la inmortalidad a Richard Alpert, este último se convirtió en una especie de intermediario entre Jacob y la gente que este trae a la isla. El Sereno le dice a Richard que si cambia de opinión su oferta para volver a ver a su mujer seguirá en pie. Poco después, Jacob le dice al hombre de negro que mientras él o un sustituto siga vivo no podrá abandonar la isla.

### Iniciativa Dharma
Cuando llegó la Iniciativa Dharma a la isla, ésta construyó unas barreras sónicas que tenían la capacidad de cortarle el paso al humo negro. Sin embargo,
Benjamin Linus, en la cuarta temporada, desvela la existencia de una antigua sala secreta situada por debajo de su casa, en los barracones, desde la cual se podía invocar al sereno

### Naufragio delBésixdouze
En 1988, sereno, bajo su forma de monstruo de humo ataca el equipaje de Danielle Rousseau cuando dicho equipaje se dirigía a la torre de radio. Después de haber matado a Nadine, el hombre de negro arrastra a Montand bajo los muros del templo a un agujero que parecía llevar a unos pasadizos subterráneos.

### Accidente del vuelo 815 de Oceanic
Después del accidente del vuelo 815 de Oceanic, el sereno toma la forma de Christian Shephard y, con esta forma, se le aparece esporádicamente a Jack Shephard en la playa y en la jungla. Con su forma de humo negro asesina al piloto, Seth Norris. Tres días más tarde se le aparece a Locke, también con su forma de humo negro, pero no lo ataca. Días más tarde vuelve atacar a los supervivientes, otra vez con su forma de humo negro, e intenta arrastrar a Locke dentro de un agujero, pero es detenido por Jack y Kate que le arrojan dinamita.
El sereno se detiene frente al Señor Eko, con su apariencia de humo negro, enseñándole imágenes de su pasado y dejándolo vivir. Posteriormente el sereno toma la apariencia de Yemi, el hermano menor de Mr Eko, y le pide al Señor Eko que se arrepienta de sus pecados. Cuando Eko se niega, el hombre de negro desaparece y vuelve bajo su forma de monstruo de humo. Entonces, el sereno asesina a Eko arrojándolo contra los árboles y contra el suelo. También se les aparece a Juliet y a Kate produciendo una serie de destellos luminosos. Vuelve aparecer más tarde y se desvela que no puede atravesar las barreras sónicas de los otros.
Días más tarde, Benjamin Linus, furioso por la muerte de su hija adoptiva Alex Rousseau, se dirige a su sala secreta situada por debajo de su casa en los barracones, cuya puerta de piedra está cubierta de jeroglíficos, e invoca al sereno  que aparece bajo su forma de humo y ataca a los mercenarios de Charles Widmore.
Cuando algunos supervivientes están a punto de abandonar la isla, el sereno, con la forma de Christian Shephard, se queda con Claire Littleton en la cabaña de Jacob y le explica que los otros se han llevado a su hijo, Aaron. Cuando Locke entra en dicha cabaña, el sereno , con la apariencia de Christian Shephard, pretende hablar en nombre de Jacob y le dice que para salvar a la isla tendrá que moverla.
Después de un salto temporal, el sereno  se le vuelve aparecer a Locke, que se encontraba en ese momento en la cámara en la que se encontraba la rueda helada que permitía mover la isla, con la apariencia de Christian Shephard y le explica a John que tiene que girar la rueda y, además, le explica a John lo que tendrá que hacer una vez que haya salido de la isla, es decir morir para que vuelvan a la isla los 6 de oceanic.

### Llegada del vuelo Ajira 316
Después de que se estrellara el vuelo Ajira 316, el sereno tomó la apariencia de John Locke, que estaba en un ataúd situado en el avión. En efecto, Locke había sido asesinado por Benjamin Linus, luego de evitar su suicidio. Más tarde, en el templo, juzgó a Ben por la culpa de la muerte de Alex y, después, tomó la apariencia de Alexandra Rousseau y le reprochó a Ben ser responsable de su muerte y le ordenó que hiciera todo lo que Locke le ordenase esta vez. Con la apariencia de John Locke, y acompañado por Ben y Sun, se dirigió al campamento de los otros y le dijo a Richard Alpert que tenían que encontrar al Locke viajero en el tiempo, en la avioneta nigeriana, y que Richard tenía que decirle que para traer a sus amigos de vuelta John tenía que morir. Después, el sereno le pidió a Richard que los llevara a todos a ver a Jacob y este aceptó de mala gana. El día siguiente, le pidió a Ben que matara a Jacob. Después de todos los sacrificios que hizo Ben por la isla y ante la indiferencia de Jacob, Ben aceptó asesinarlo y el falso Locke empujó el cuerpo de Jacob al fuego.
Poco después, los guardaespaldas de Jacob entran en la estatua donde vivía Jacob con la intención de matar al hombre de negro pero este se transforma en el monstruo de humo y los mata fácilmente uno por uno. El sereno le desvela a Ben que su intención es la de abandonar la isla. Después de haber salido de la estatua, el hombre de negro golpea violentamente a Richard, dejándolo inconsciente y se adentra con él en la selva. El sereno le ofrece a Richard una segunda oportunidad de unirse a él pero este se niega. El sereno  se encuentra posteriormente con Sawyer en los barracones y le propone desvelarle cual es el motivo último de su presencia en la isla por lo que Sawyer accede a acompañarlo aun sabiendo que no se trataba del verdadero John Locke. El sereno lo conduce hasta una cueva donde están escritos en la pared los nombres de los supervivientes con un número correspondiente asignado al lado de cada nombre. El seremo le desvela a Sawyer que se trata de los candidatos para sustituir a Jacob y le ruega que se una a él para abandonar la isla, cosa que Sawyer acaba aceptando. El hombre de negro también recluta a Sayid y lo encarga de avisar a los "otros", refugiados en el templo, que todos los que no se unan a él antes de la puesta del sol morirán. El serenp ejecuta su plan uniéndose a él Claire y Kate. Más tarde, después de que Sayid trajera a Desmond desde la isla de la Hydra, el hombre de negro lo empuja dentro de un pozo. Después encarga a Sawyer de tomar el barco de Desmond pero Sawyer toma posesión del barco con la ayuda de otros supervivientes, entre los que estaba Jack, pero este acaba saltando del barco ya que piensa que no deberían abandonar la isla y vuelve junto al hombre de negro pero en ese momento son bombardeados por los hombres de Widmore. El sereno se desplaza hasta la isla Hydra con Sayid y libera los supervivientes apresados en las jaulas para osos por los hombres de Widmore. Después, el sereno recupera el C4 que estaba en el avión Ajira 316, lo ajusta a un cronómetro y lo coloca en la mochila de Jack cuando este estaba despistado.  Así, cuando los supervivientes lo traicionan de nuevo tomando el submarino de Widmore para abandonar la isla sin él, la bomba estalla y el submarino se acaba hundiendo, provocando la muerte de Sayid, Jin y Sun.
Logran sobrevivir al hundimiento del submarino Jack, Hurley, Kate y Sawyer (más tarde se revela que Lapidus también sobrevive), y buscan la forma de detener al sereno, por lo que envían a Sawyer a buscar a Desmond creyendo que es necesario para el objetivo. Ante un encuentro con Jacob donde este hereda sus dones a Jack, les revela el objetivo que deberán seguir y la importancia de que el sereno salga de la isla ya que puede tener consecuencias fatales.
En el final, se reúnen los sobrevivientes del submarino, con Desmond, el sereno y Ben. El sereno y Jack se ponen a prueba de ir al corazón de la isla donde cada uno espera un resultado a favor, por un lado el falso Locke quiere usar a Desmond para destruir la isla con el electromagnetismo; y por el otro Jack afirma que nada va a ocurrir. Se encaminan al lugar donde ingresan sólo Jack, Desmond y el hombre de negro, Desmond en una especie de fuente al interior del corazón de la isla, quita un tapón donde posteriormente se filtra el agua, desencadena energía electromagnética y la isla comienza a hundirse mediante sismos que pasan cada cierto intervalo de tiempo. Jack al estar confuso es reprendido por el sereno , quien le dice que otra vez se ha equivocado, cuando este último sale de la cueva en que se encontraban, es alcanzado por Jack quien lo golpea fuertemente, al ver que el sereno  comienza a sangrar, ambos se percatan de que ha perdido su inmortalidad, entonces Jack le dice irónicamente que también se ha equivocado, en un forcejeo el hombre de negro logra aturdir a Jack con una roca y escapa al velero de Desmond para irse de la isla, minutos después cuando ya está por bajar las escaleras del acantilado es sorprendido nuevamente por Jack, el sereno en un forcejeo logra apuñalar a Jack en el abdomen con un cuchillo, mientras ambos tenían un último enfrentamiento, y el falso Locke le dice a este que ha muerto por nada cuando sorpresivamente llega Kate y le dispara por la espalda, el sereno  agonizante les dice que ya es tarde, la isla va a desaparecer (mientras siguen los sismos) y entonces un moribundo Jack le empuja por el acantilado donde finalmente el Sereno muere.